# Croix de saint Antoine
Pour les articles homonymes, voir Croix (homonymie).

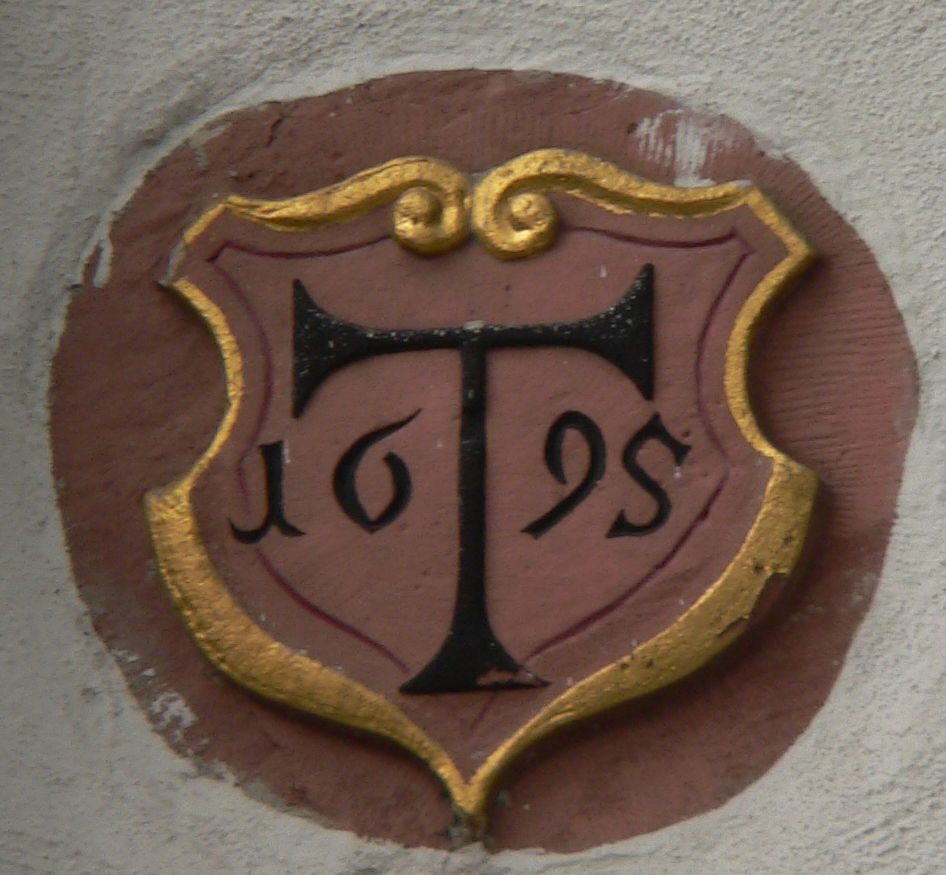
Une croix de saint Antoine à Frankfurt-Höchst.

La croix de saint Antoine ou croix en tau est une croix qui prend la forme de la lettre grecque tau.
Dans la religion chrétienne, la capitale majuscule « Tau » — T grec ou bien Tav (dernière lettre de l'alphabet hébreu) — fut d'abord un signe des religieux et chevaliers antonins. Cette lettre, appelée Tau (ou Taw), est ensuite devenue le symbole franciscain par excellence, car elle a la forme d'une croix, celle du Christ.

## Signification symbolique de la croix en tau

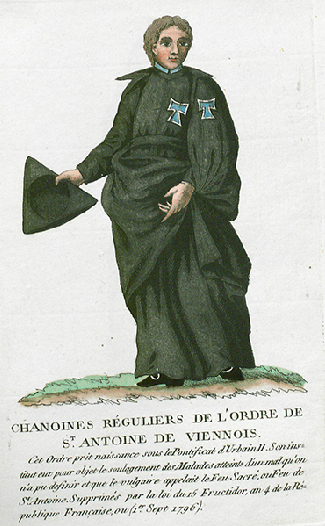
Les antonins portent ce Tau bleu ciel cousu sur l'épaule gauche ou sur la poitrine.

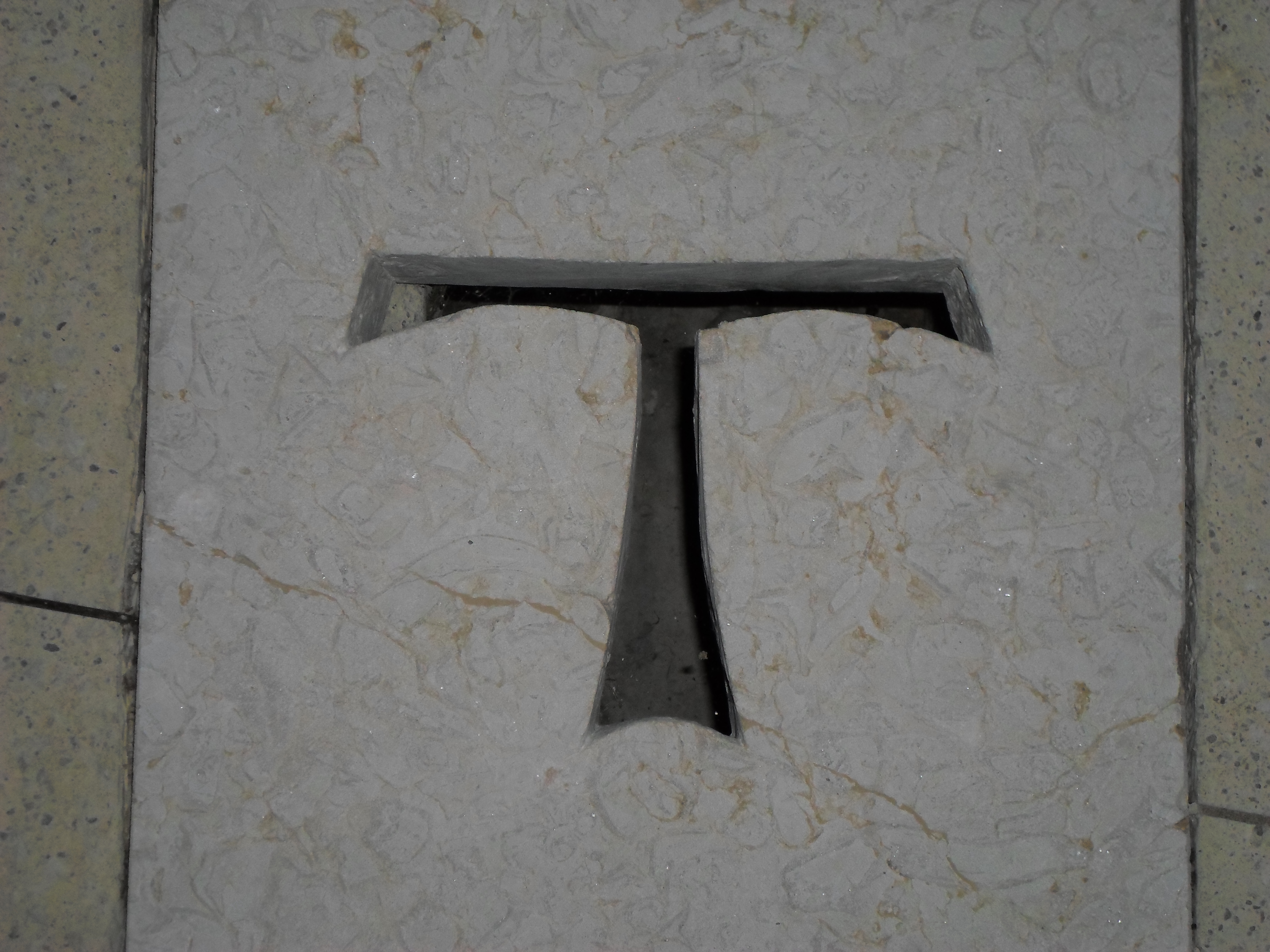
Le Tau.

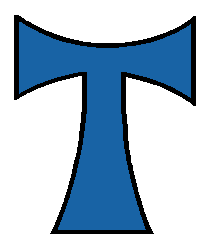
Le symbole de l’ordre hospitalier de Saint-Antoine : la croix de saint Antoine.

L'écusson donné en 1502 par l'empereur Maximilien.

La croix de saint Antoine a une importance particulière dans la Bible, et une longue tradition dans l'histoire de l'art. Le pape Innocent III l'évoque comme un signe de pénitence lors de l'ouverture du quatrième concile du Latran (1215).

### Le signe «tau» chez les antonins
Le signe tau chez les antonins (ordre de saint Antoine le Grand) est une croix portée brodée sur la robe de bure à capuchon. Le chapelet antonin porté à la main ou en ceinture est constitué d'un alignement des grains enfilés sur un cordon terminé par cette croix. Clochette et bâton thaumaturgique sont des attributs traditionnels de saint Antoine, ce qui explique que le bâton sur lequel les religieux s'appuient est surmonté d'un tau. Ce signe est initialement une référence à l'initiale du nom grec de Dieu (Theos) mais il est devenu chez cet ordre l'emblème héraldique d'une béquille, rappel de la canne des infirmes que les antonins soignaient, ainsi que des lépreux qui prévenaient de leur approche en agitant une clochette en amulette sur lequel était gravé ce signe.

### Le signe «tau» chez les franciscains
Saint François d'Assise utilisait souvent ce signe. Il l'a dessiné sur des maisons, des murs et des arbres. Avec ce signe, il bénissait les hommes et signait ses lettres. Ainsi, nous le trouvons dans la bénédiction à frère Léon quand ce dernier était dans l'urgence et la crainte. Cela signifiait pour frère Léon force et réconfort. Cette bénédiction du saint, il la porta constamment sur lui. On raconte que saint François l'imprima avec son front.
Le « tau » était pour Saint François le signe de l'élection divine, comme cela est décrit dans le livre du prophète Ézéchiel au chapitre 9, verset 4 : « fais une marque [תָּו, tav] sur le front des hommes qui soupirent» ; et verset 6 : « Mais quiconque portera la marque [תָּו, tav] au front ne le touchez pas ». Le mot « תָּו », tav, est traduit en français par « marque » ou « signe »,.
Avant que le châtiment ne tombe sur la ville de Jérusalem, le Seigneur laisse le soin aux justes de se signer sur le front avec la lettre « tau ». Ainsi, à la fin des temps tous ceux qui appartiennent au Christ seront reconnus et libérés à travers ce signe.
Le tau est donc un symbole pour la famille franciscaine : testament de François, un signe de bénédiction et de paix. Ce signe rappelle la croix, il est le signe de la libération.
On trouve un « tau » peint de la main de saint François sur les murs de l'ermitage de Fonte Colombo où il écrivit sa Règle des frères mineurs, dans la vallée de Rieti en Italie ainsi que sur les murs d'autres cellules. Le quatrième concile du Latran en 1215 auquel François assista fait allusion à ce Tau en la personne du pape Innocent III : 

« Tau est la dernière lettre de l'alphabet hébreu, et sa forme dessine une croix, telle du moins que se présentait la croix avant la pose de l’écriteau de Pilate. TAU est le signe que l'on porte au front si l'on manifeste dans toute sa conduite le rayonnement de la croix ; si, comme dit l'apôtre, on crucifie sa chair avec les vices et les péchés ; si l'on affirme : Je ne veux mettre ma gloire en rien d'autre que dans la croix de Notre-Seigneur Jésus-Christ, par qui le monde a  été crucifié pour moi, et moi pour le monde... Soyez donc les champions du Tau et de la croix ! »

— IVe concile du Latran
Le tau, pour saint François d'Assise, est :
- certitude de salut, à cause de la victoire du Christ sur le mal ;
- universalité du salut : « Par ta sainte Croix, tu as racheté l'univers » ;
- symbole de conversion permanente et de désappropriation totale. Se convertir, se laisser marquer du Tau, c'est se faire pauvre ;
- exigence de mission et de service d'autrui, parce qu'il rappelle que le Seigneur lui-même s'est fait notre Serviteur jusqu'à la mort. François sera donc, lui aussi, serviteur de Dieu et serviteur de ses frères, dans tous ses actes, dans sa prière comme dans sa prédication ;
- signe de la bonté et de l'amour de Dieu.

### Le bâton de prière en forme de tau des chrétiens éthiopiens
Les chrétiens éthiopiens et en particulier les chantres utilisent un bâton de prière ou maquamaya, croix en forme de tau, dans les chants et danses liturgiques dont la tradition remonte à saint Yared (VIe siècle).

### Dans le néo-gnosticisme
À la fin du XIXe siècle, les cultes néo-gnostiques tels que l'Église gnostique de France reprennent le symbole du Tau, arboré par leurs évêques. Le mot « tau » est également utilisé dans la titulature de ces derniers.[réf. nécessaire]

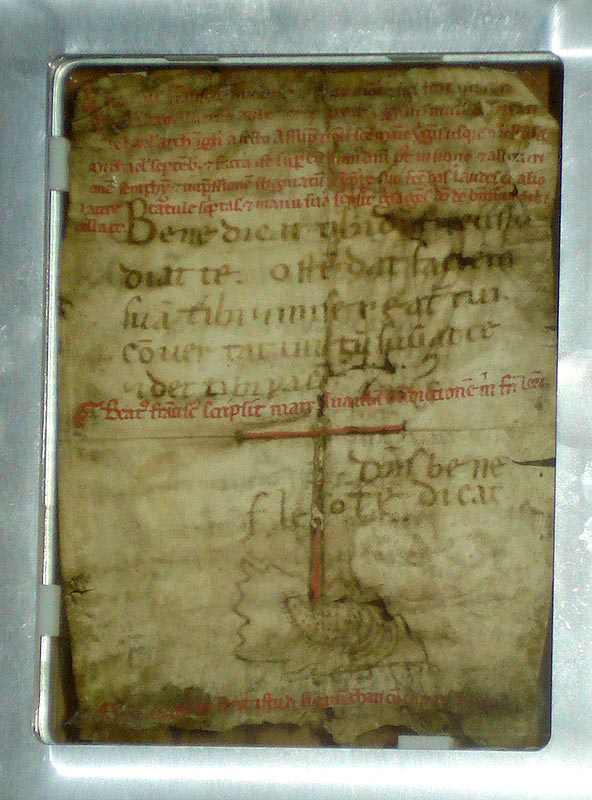
« À frère Léon », autographe de saint François d’Assise.
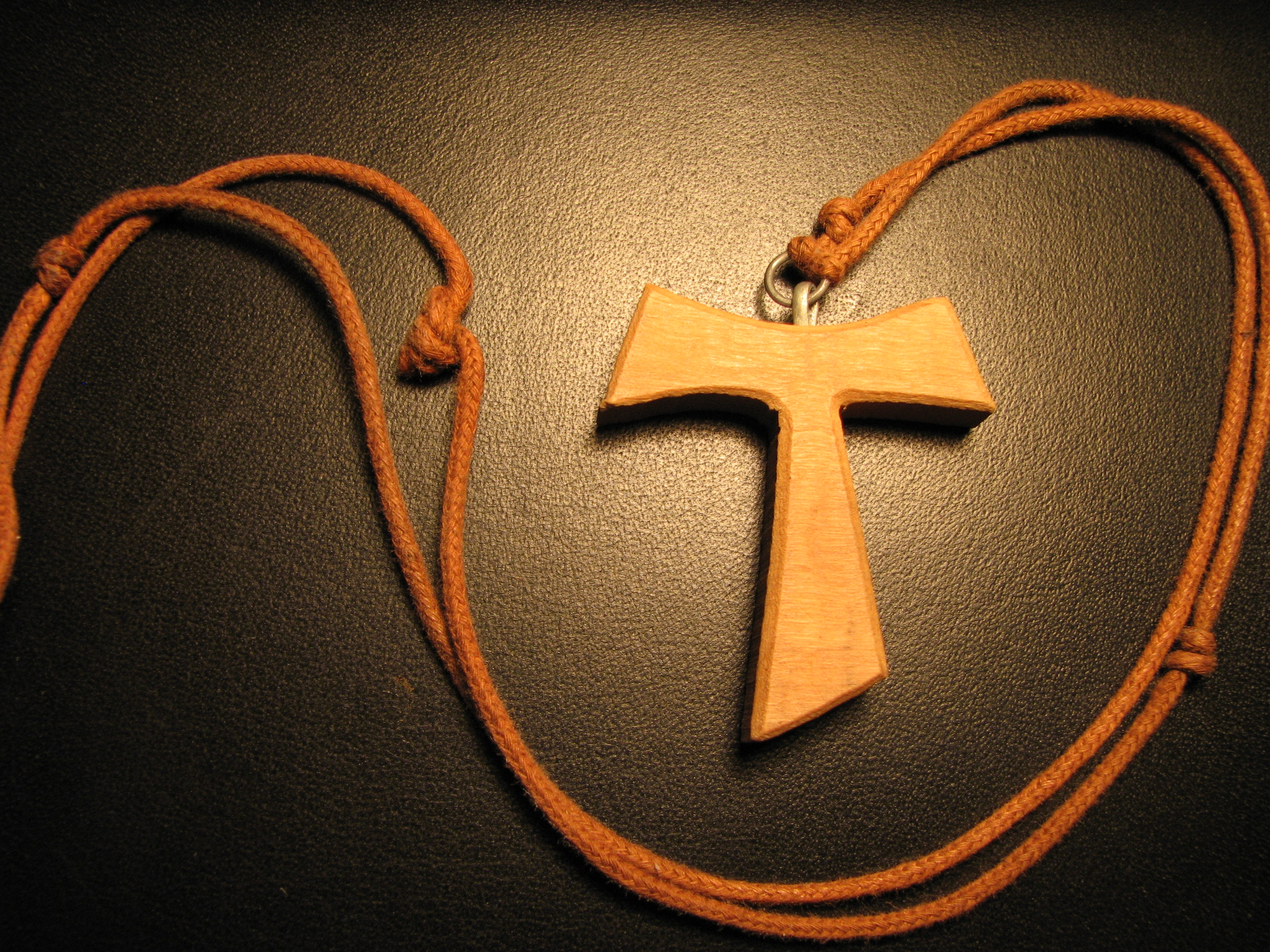
Croix franciscaine contemporaine.
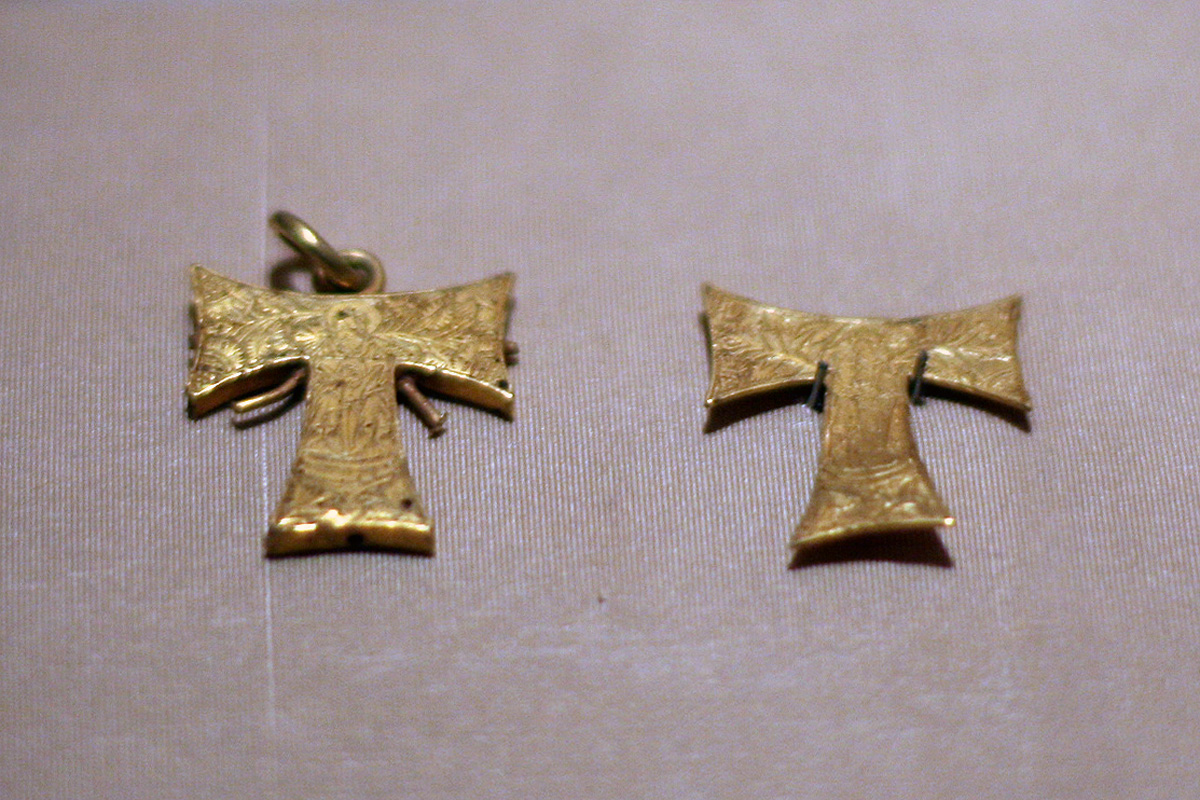
Pendentifs en forme de croix en « tau », 1485.
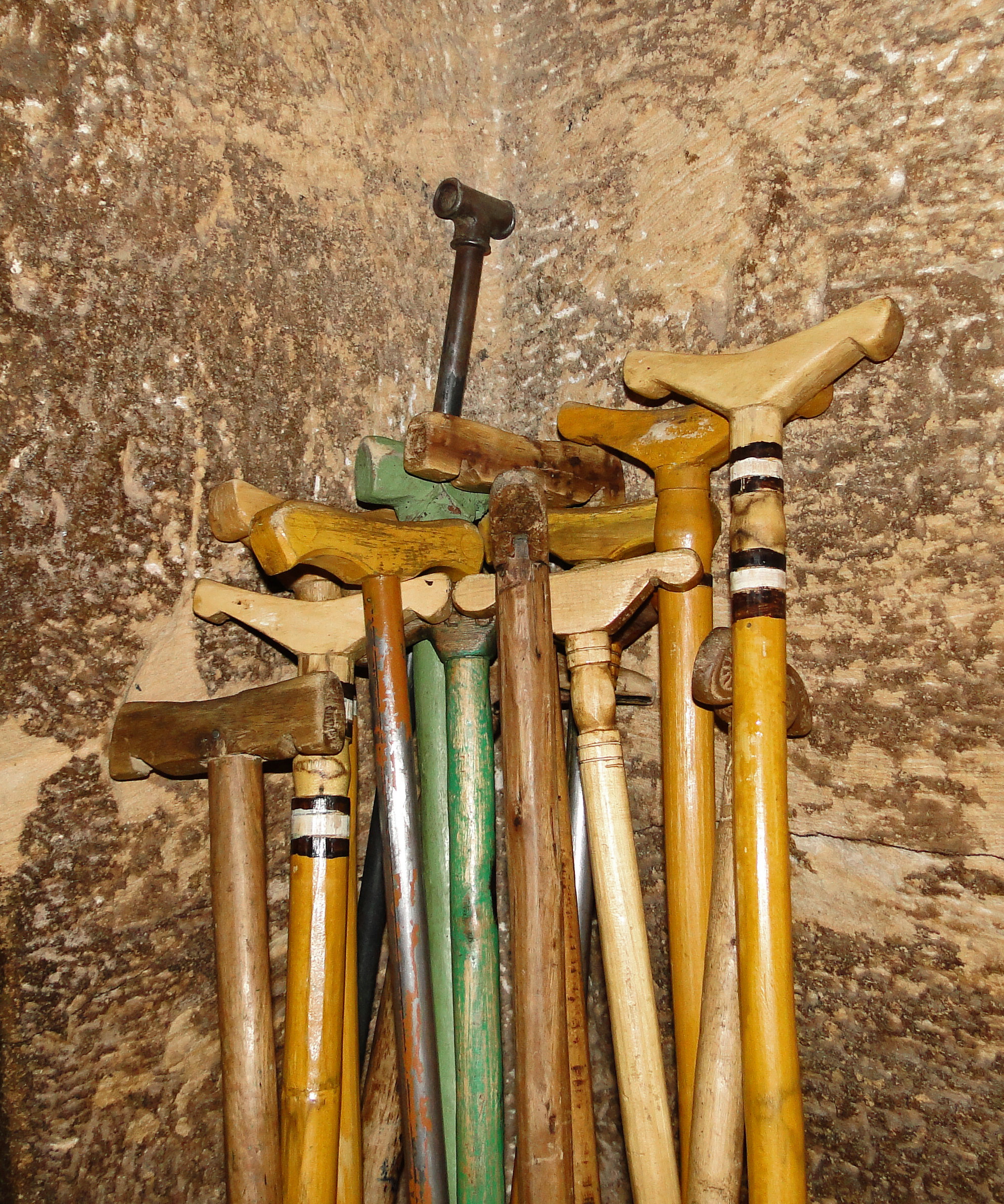
Bâtons de prière en forme de croix en « tau », Éthiopie.
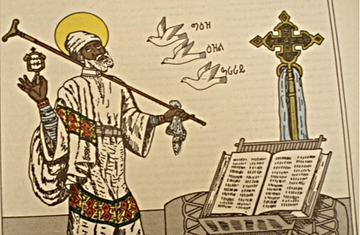
Saint Yared (VIe siècle), créateur de la musique liturgique éthiopienne avec bâton de prière et sistre.